# 81 î.Hr.

## Evenimente
- Al doilea război între suporterii optimați ai lui Cornelius Sulla și suporterii populari ai lui Gaius Marius.